# Haemulon macrostomum
Haemulon macrostomum es una especie de peces de la familia Haemulidae en el orden de los Perciformes.

## Morfología
• Los machos pueden llegar alcanzar los 43 cm de longitud total.

## Distribución geográfica
Se encuentra desde el sur de Florida y Antillas hasta el Brasil.